# Ромео Менти
Ромео Менти (на италиански: Romeo Menti) е италиански футболист, нападател, част от състава на Великият Торино.

## Кариера
Менти дебютира в Серия Ц с Виченца през 1934 г.
През 1938 г. е продаден на Фиорентина, където играе в продължение на три сезона, преди да премине в Торино. По същото време записва 7 мача и 5 гола за италианския национален отбор.
На 4 май 1949 г. Ромео Менти загива в самолетната катастрофа в Суперга, близо до Торино. Футболният стадион във Виченца носи неговото име.

## Отличия
Торино
- Серия А: 1942/43, 1946/47, 1947/48, 1948/49
- Копа Италия: 1942/43

Фиорентина
- Копа Италия: 1939/40